# Steve Bannon
Steve Bannon (Norfolk, 1953. november 27. –) amerikai politikus, üzletember és médiacég-vezető, Donald Trump volt amerikai elnök volt főtanácsadója és vezető stratégája.
2022. október 21-én négy hónap börtönbüntetésre ítélték, amiért nem volt hajlandó megjelenni a Kongresszus előtt.